# Sulfadoxină
Sulfadoxina este un antibiotic din clasa sulfamidelor cu durată foarte lungă de acțiune care este utilizat în trecut în tratamentul unor infecții bacteriene, precum: infecții de tract urinar, infecții de tract respirator, dar și în malarie (în combinație cu pirimetamina).